# Moje Atari
Moje Atari – dwumiesięcznik wydawany w latach 1987–1991 w całości poświęcony komputerom firmy Atari.
Do października 1990 roku magazyn ukazał się dwukrotnie jako numer specjalny Bajtka – Tylko o Atari.

## Zawartość
Moje Atari podzielone było na działy tematyczne, zawierające informacje z różnych dziedzin. Zamieszczane były nowinki techniczne, kursy programowania, opisy gier oraz konkursy.
Wszystkie programy, których listingi zamieszczało od 2. numeru pismo, można było zakupić na dyskietkach, jednak jedynym punktem zakupu była siedziba redakcji. Nie wysyłano dyskietek poczta, podobnie też nie dystrybuowano programów na kasetach.